# Solanum centrale

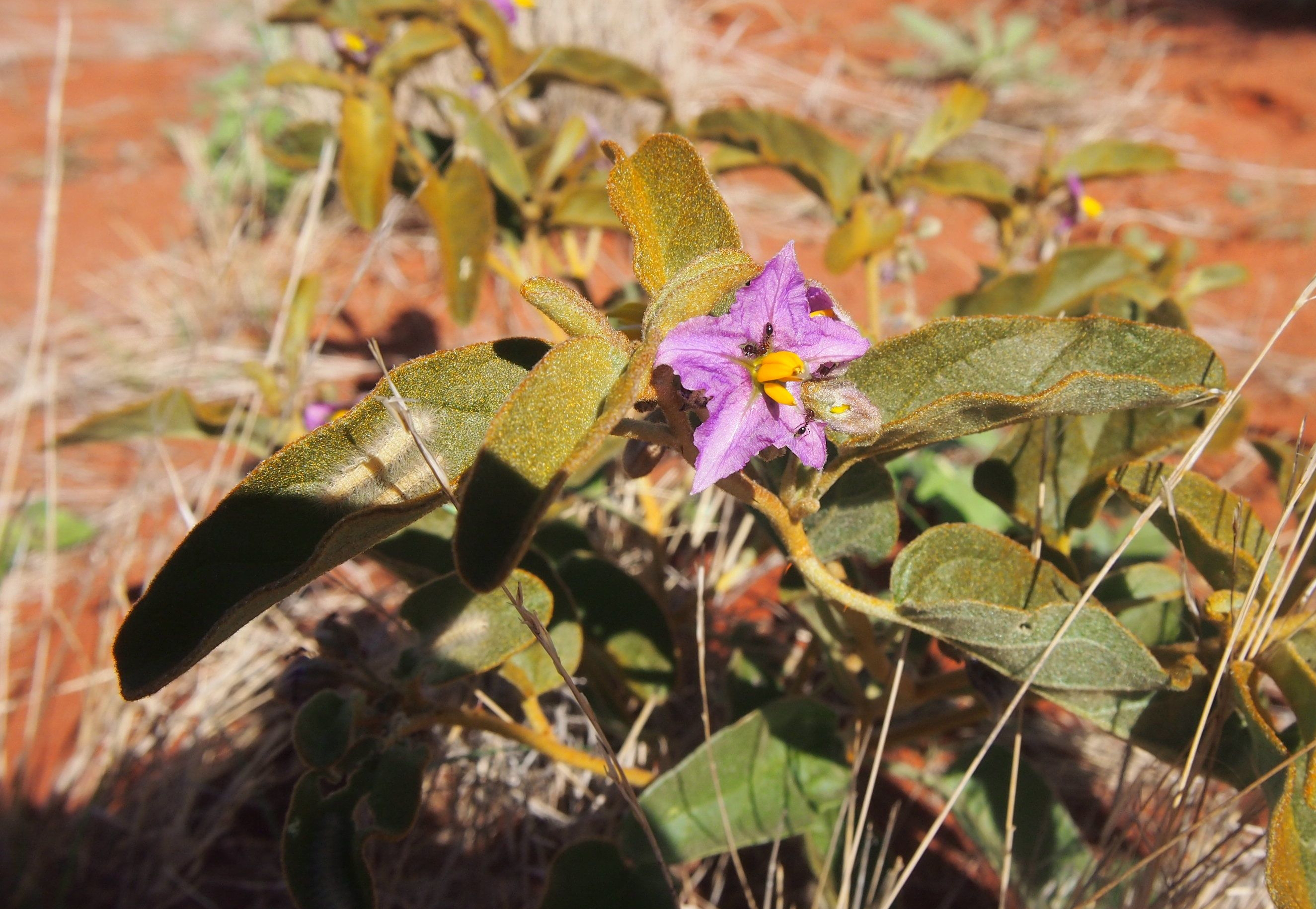
Blüte

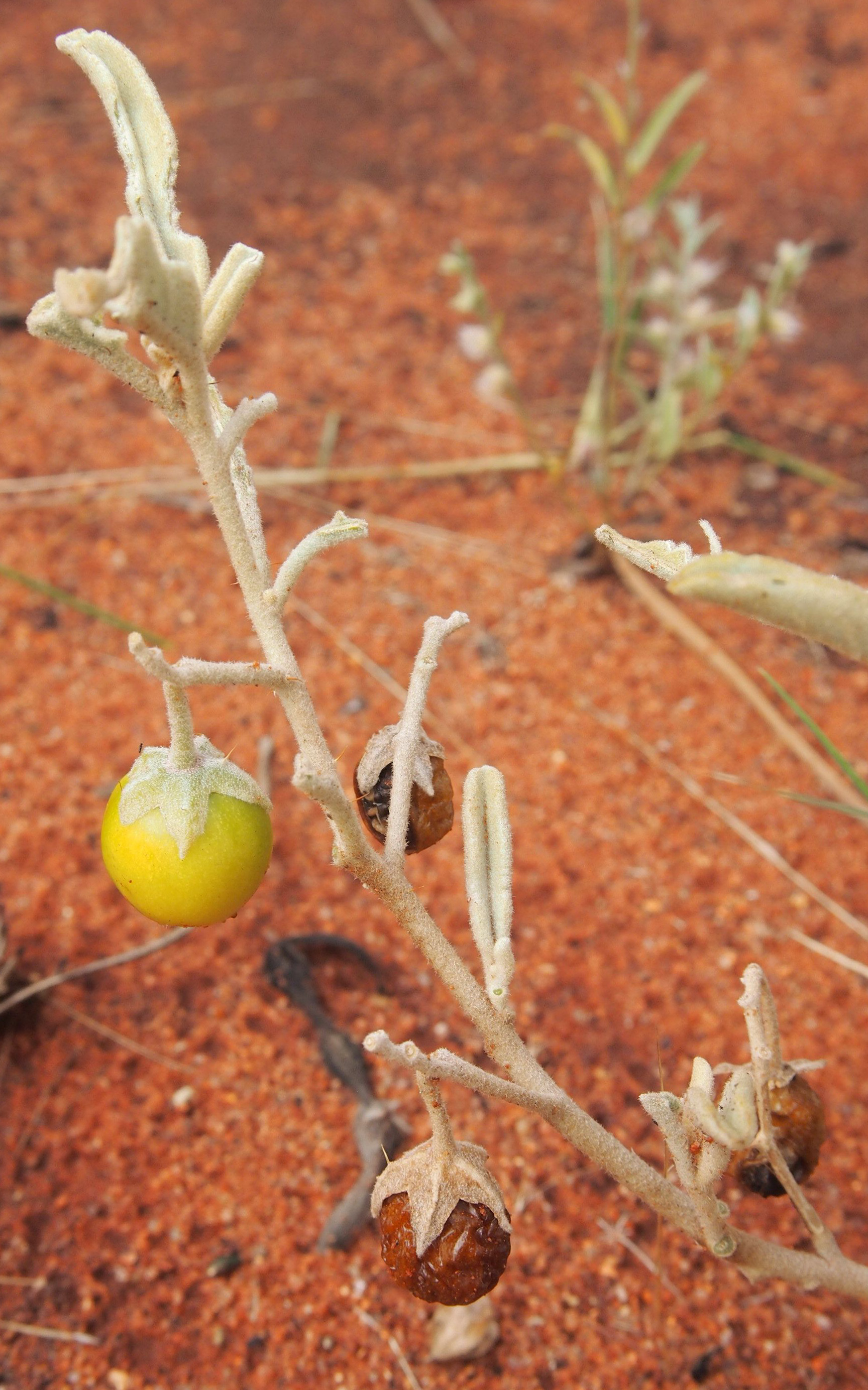
Früchte; eine frische und mehrere schon eingetrocknete

Solanum centrale ist eine in Australien beheimatete Pflanzenart aus der Gattung Nachtschatten (Solanum). Innerhalb der Gattung wird die Art in die Untergattung Leptostemonum eingeordnet. Durch ein speziell ausgeprägtes Wurzelsystem ist die Pflanze in der Lage, nach Buschfeuern schnell wieder auszutreiben und außerdem eine Symbiose mit Mykorrhizapilzen einzugehen, um auch an kargen Standorten ausreichend Nährstoffe zu erhalten. Die Frucht der Pflanze wird von australischen Aborigines als Nahrungsmittel verwendet.

## Beschreibung

### Vegetative Merkmale
Solanum centrale ist eine 0,2 bis 0,4 m hohe krautige Pflanze. Die Stängel sind gelb, rostfarben oder braun gefärbt und sehr dicht mit sternförmigen, nichtdrüsigen Trichomen behaart, sowie mit geraden, nadelförmigen und 4 bis 7 mm langen Stacheln besetzt. Pro 10 cm können dabei bis zu zwei Stacheln stehen.
Die sympodialen Einheiten besitzen zwei Laubblätter, die nicht paarweise stehen. Die Blattspreiten sind einfach, 2,8 bis 8,5 cm lang und 1,1 bis 4,2 cm breit und dabei 2 bis 2,5 mal so lang wie breit. Sie sind eiförmig und papierartig. Die Basis ist keil- bis herzförmig, der Blattrand ist ganz, die Spitze ist spitz oder abgestumpft. Die Oberseite ist dicht bis sehr dicht mit graugrünen bis grünen, nichtdrüsigen, sternförmigen Trichomen besetzt, die Unterseite ist sehr dicht mit weißen, gelblichen oder rostfarbenen, nichtdrüsigen, sternförmigen Trichomen besetzt. Die Blattstiele sind 0,8 bis 2,6 cm lang und erreichen damit 17 bis 40 % der Länge der Blattspreiten. Auch sie sind sehr dicht mit sternförmigen Trichomen behaart. Stacheln sind auf den Laubblättern nicht vorhanden.
Die Pflanzen bilden große Klonkolonien, die sich über feuerbeständige, unterirdische Pflanzenteile verbreiten, aus denen meist Gruppen von zwei oder mehr neuen Sprossen austreiben. Die Pflanzen sind in der Lage bereits nach den ersten Regenfällen, die auf Buschfeuer folgen, schnell neu auszutreiben. Die ursprüngliche, aus einem Samen gekeimte Pflanze bildet eine dicke Pfahlwurzel, von der mehrere Seitenwurzeln ausgehen. Gelegentlich werden an Stellen, an denen die Seitenwurzeln neue Sprosse ausbilden, weitere nach unten gerichtete Wurzeln gebildet, die sich jedoch nicht zu einer Pfahlwurzel entwickeln. Sekundärwurzeln sind nur spärlich entlang der Seitenwurzeln ausgeprägt, sie sind sehr fein und brüchig.

### Blütenstände und Blüten
Die Blütenstände stehen außerhalb der Blattachseln, sind 0,5 bis 6 cm lang und bestehen aus einer bis sechs Blüten. Sie sind unverzweigt und pseudo-traubenförmig, ihre Behaarung besteht aus sehr dicht stehenden, sternförmigen Trichomen, Stacheln sind nicht vorhanden. Der Blütenstandsstiel ist 0 bis 2,3 cm lang; die Blütenstandsachse 0,5 bis 1,5 (selten bis 4) cm; die Blütenstiele erreichen zur Blütezeit Längen von 5 bis 7 mm, an der Frucht verlängern sie sich auf etwa 15 mm.
Die gestielten Blüten sind fünfzählig mit doppelter Blütenhülle und meist zwittrig. Der kleine Kelch erreicht eine Länge von 3 bis 6 mm, wobei die Kelchröhre 2 bis 4 mm lang ist. Die spitzen Kelchlappen sind 1 bis 4 mm lang und sehr dicht mit braunen oder rostfarbenen, nichtdrüsigen, sternförmigen Trichomen besetzt. An der Frucht vergrößert sich der Kelch nur leicht, die Kelchlappen sind dann etwa halb so lang wie die reife Frucht. Die Krone ist 10 bis 13 mm lang, violett gefärbt, sternförmig oder mit schmal dreieckigen Lappen schwach gelappt, papierartig und auf der Innenseite spärlich bis dicht mit sternförmigen Trichomen besetzt. Die Staubbeutel sind gelb gefärbt, 4,3 bis 6,2 mm lang, eilanzettlich und nicht zusammengeneigt. Sie öffnen sich über feine, nach außen gerichtete Poren. Der oberständige Fruchtknoten ist kahl oder nur an der Spitze mit sternförmigen Trichomen besetzt. Der zylindrische Griffel ist gerade oder leicht gebogen, kahl oder nur an der Basis mit sternförmigen Trichomen besetzt. Die Narbe ist gestutzt oder kopfig.

### Früchte und Samen
Pro Blütenstand werden eine bis vier kahle, glatte und vielsamige Beeren gebildet, die etwa zwei bis drei Monate zum Ausreifen benötigen und zwischen November und dem Beginn des Winters reif werden. Sie sind kugelförmig, 1 bis 1,5 cm groß, zunächst lehmfarben-grün, später gelblich und letztendlich braun eintrocknend, so dass sie Rosinen ähneln. Bei Untersuchungen wurden in Früchten von Solanum centrale zwischen 17 und 94 Samen gezählt, das Mittel lag bei 54 Samen. Sie sind meist 3 (selten 2 bis 4) mm lang, blass oder hell braun und auf der Oberfläche leicht gewellt.

## Vorkommen und Standorte
Die Art ist im südlichen Teil des Northern Territory in Australien sowie in den angrenzenden Gebieten South Australias und Western Australias häufig und weit verbreitet zu finden, in Queensland kommt sie nur sehr eingeschränkt vor.
Sie wächst in trockenen, sandigen Wüstengebieten, mit meist weniger als 250 mm Niederschlag pro Jahr. Im Winter können die Temperaturen unter den Gefrierpunkt fallen, während im Sommer auch über 45 °C erreicht werden können. Die Pflanzen bevorzugen leichte bis mittlere Böden und sind meist in sandigem Spinifex-Grasland, auf Dünen und in angrenzenden Mulga-Gebieten zu finden.

## Ökologie
Pflanzen der Art Solanum centrale profitieren von einer Symbiose mit im Boden vorkommenden Mykorrhizapilzen, können jedoch auch ohne diese überleben. Die Pilze fördern die Aufnahme von Phosphat aus dem Boden, bewirken dabei jedoch auch eine Veränderung der Pflanzenmorphologie. Ursachen für diese Veränderungen können neben der erhöhten Nährstoffaufnahme auch Auswirkungen der Pilze auf Pflanzenhormone sein.

## Systematik
Solanum centrale wird innerhalb der Gattung der Nachtschatten (Solanum) in die Untergattung Leptostemonum eingeordnet. Anhand morphologischer Merkmale lässt sich die Art in die Gruppe um Solanum macoorai einordnen, eine molekularbiologische Untersuchung der verwandtschaftlichen Verhältnisse der Art ist bisher (Stand März 2007) nicht erfolgt.

## Nutzung
Solanum centrale war ein Grundnahrungsmittel der Aborigines in Central Australia. In Warlpiri werden die Früchte als yakatjiri bezeichnet, gelegentlich wird auch der Begriff kamparrarpa aus der Sprache der Pintupi verwendet. Im Englischen wird die Frucht als Bush tomato oder Bush raisin bezeichnet.
Die an den Pflanzen trocknenden Früchte wurden roh gegessen, an Stöcken getrocknet oder gemahlen und zu Bällen oder Scheiben gepresst. Diese Scheiben messen Berichten zufolge bis zu 25,4 cm im Durchmesser und wiegen bis zu 1,59 kg. Im Gegensatz zu den Früchten anderer australischer Nachtschatten-Arten, die von den Aborigines gegessen wurden, wie beispielsweise Solanum chippendalei, ist bei Solanum centrale kein Entfernen bitterer oder giftiger Samen oder Säfte notwendig.
Untersuchungen zu den Inhaltsstoffen der getrockneten Früchte ergaben folgende Ergebnisse (je 100 g):
| Brennwert in kJ (kcal) | Eiweiß in g | Fett in g | Kohlenhydrate in g | Wasser in g | Asche in g | Ballaststoffe in g | Quelle |
| ---------------------- | ----------- | --------- | ------------------ | ----------- | ---------- | ------------------ | ------ |
| 1252 (299)             | 8,44        | 5,53      | 53,92              | 28,82       | 3,29       | keine Angaben      | [ 2 ]  |
| 1172 (280)             | 8,5         | 3,8       | 67,3               | 12,5        | 5,0        | 23,4               | [ 1 ]  |

Die moderne Nutzung von Solanum centrale besteht hauptsächlich in der Verwendung als Gewürz; angeboten wird die Frucht dazu meist als feines oder grobes Pulver, aber auch als ganze Frucht. Zudem ist die Frucht Bestandteil von verschiedenen Gewürzmischungen und wird als Zutat zu kommerziell angebotenen Saucen, Chutneys, Broten und Gebäck verwendet.
Ein großer Teil des Bedarfs wird durch die Ernte von wildwachsenden Pflanzen gedeckt, jedoch kann dies die steigende Nachfrage nicht mehr vollständig decken. Von den jährlich etwa 8 bis 10 Tonnen gehandelter Früchte werden etwa 2 Tonnen von kultivierten Pflanzen gewonnen. Durch schwer keimende Samen und hohe Ansprüche an die Standorte gilt die Kultur als schwierig. Kultursorten sind noch nicht bekannt, jedoch beschäftigen sich mehrere Anbieter mit der Selektion besser kultivierbarer Pflanzen. Die Anbaugebiete liegen in verschiedenen Regionen Central Australias und im mittleren Norden South Australias, in geringerem Umfang auch im westlichen South Australia sowie in New South Wales an westlichen Hanglagen.